# Phylloscopus trochilus

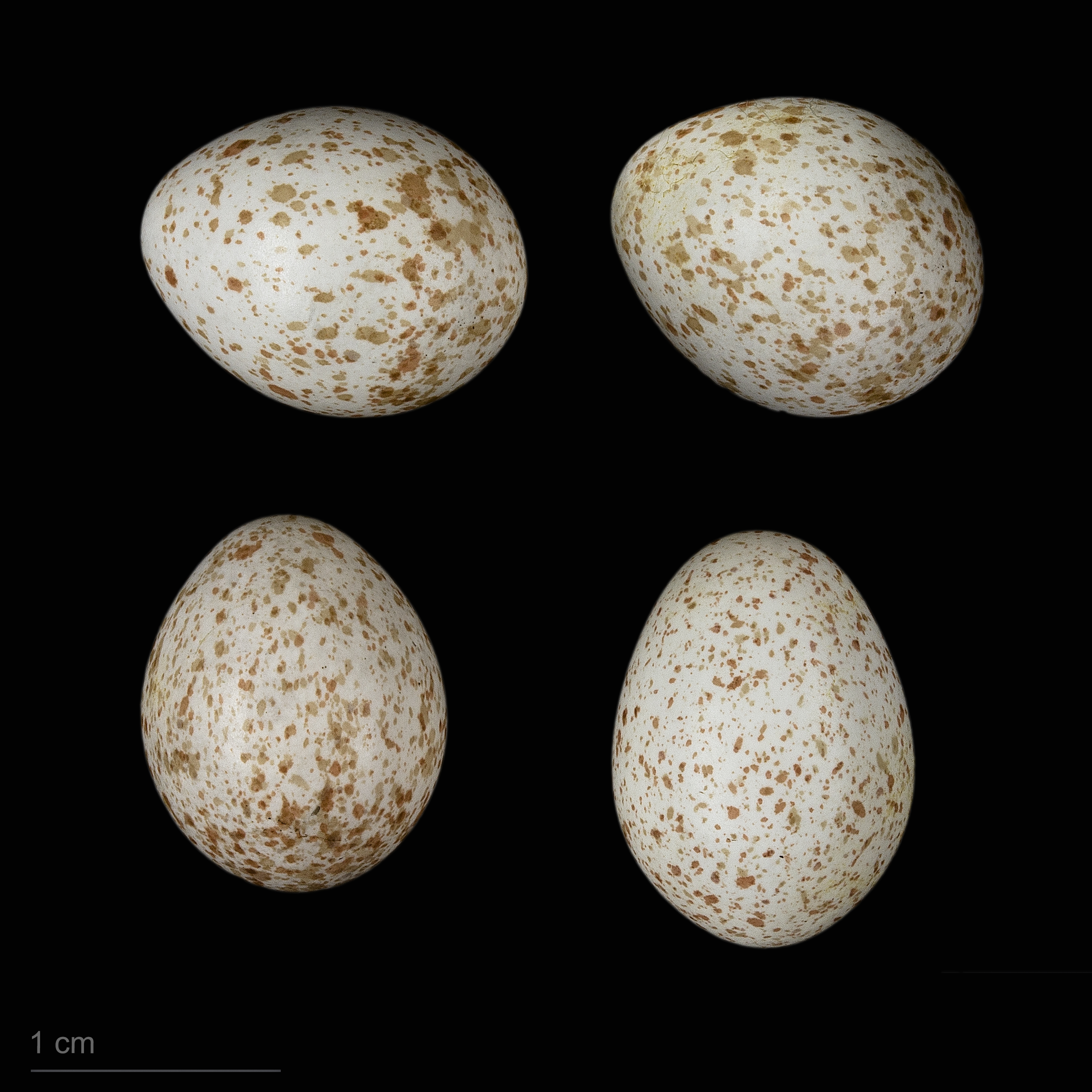
Phylloscopus trochilus - MHNT

El mosquitero musical, un ave cuyo nombre científico es Phylloscopus trochilus, es un Passeriforme de la familia Phylloscopidae muy común y propio de las áreas templadas de Europa y Asia.  Descrito por Linneo en 1758, fue incluido al principio en el género Motacilla. Posee una envergadura promedio de 19 cm, una longitud de 11 cm y un peso de unos 10 g. Su estatus de conservación es seguro.

## Descripción
Se trata de un ave que efectúa migraciones periódicas; de hecho, la mayor parte de su población inverna en África subsahariana, regresando a sus lugares de origen cada primavera, un poco más tarde que el mosquitero común (Phylloscopus collybita).
Su porte pequeño y comportamiento vivaz entre las copas de los árboles son característicos. De color verde claro o amarillento, posee un canto simple, muy peculiar y de fácil identificación. Como otros sílvidos, es solitario, si bien durante las migraciones si puede perchar en grupo en árboles frondosos. Nidifica de abril a mayo, poniendo en una única nidada de seis a siete huevos. Se alimenta de pequeños insectos entre el follaje, de larvas en el suelo e incluso de moscas, en pleno vuelo.